# 중심 (대수학)
추상대수학에서 중심(中心, 미국 영어: center)은 어떤 대수 구조에서 모든 원소와 가환하는 원소들로 구성된 부분 집합이다.

## 정의
이항 연산 {\displaystyle \cdot }을 가진 대수 구조 {\displaystyle X}가 주어졌다고 하자. 그렇다면, {\displaystyle X}의 중심 {\displaystyle Z(X)}은 다음과 같은 부분 집합이다.
{\displaystyle \{z\in X\colon x\cdot z=z\cdot x\forall x\in X\}}
일부 대수 구조의 경우, 이는 {\displaystyle X}의 부분 대수를 이룬다.
중심의 기호는 보통 {\displaystyle Z}인데, 이는 중심을 뜻하는 독일어: Zentrum 첸트룸[*]의 머릿글자다.

## 성질
만약 이항 연산에 대한 항등원 {\displaystyle x\cdot 1=1\cdot x=x}이 존재한다면, 항등원은 항상 중심에 속한다.
{\displaystyle 1\in Z(X)}
만약 이항 연산이 결합 법칙을 만족시키고, 항등원을 가지며, 어떤 원소 {\displaystyle z\in Z(X)}에 대하여 역원 {\displaystyle z^{-1}\cdot z=z\cdot z^{-1}=1}이 존재한다면, 역원 역시 중심에 속한다.
{\displaystyle z\in Z(X)\implies z^{-1}\in Z(X)}
이는 임의의 {\displaystyle x\in X}에 대하여
{\displaystyle z^{-1}\cdot x=z^{-1}\cdot x\cdot z\cdot z^{-1}=z^{-1}\cdot z\cdot x\cdot z^{-1}=x\cdot z^{-1}}
이기 때문이다. 그러나 이는 결합 법칙 없이는 성립하지 않는다.

## 주요 대수 구조의 중심

### 군의 중심
군 {\displaystyle G}의 중심 {\displaystyle Z(G)}는 {\displaystyle G}의 아벨 부분군이며, 특히 정규 부분군이다. 아벨 군의 경우, {\displaystyle Z(G)=G}이다.

### 모노이드의 중심
모노이드 {\displaystyle (M,\cdot )}의 중심 {\displaystyle Z(M)}은 항상 부분 모노이드를 이룬다. 가환 모노이드의 경우, {\displaystyle Z(M)=M}이다.

### 환의 중심
유사환 {\displaystyle (R,+,\cdot )}의 중심은 곱셈 {\displaystyle \cdot }에 대한 중심이다. (덧셈에 대한 중심은 자명하다.) 이는 항상 부분 유사환을 이루며, {\displaystyle R}는 {\displaystyle Z(R)} 위의 결합 대수를 이룬다.
환 {\displaystyle (R,+,\cdot )}의 중심은 유사환으로서의 중심과 같다. 이는 항상 부분환을 이루며,{\displaystyle R}는 {\displaystyle Z(R)} 위의 단위 결합 대수를 이룬다. 환의 중심은 일반적으로 아이디얼을 이루지 않는다.
나눗셈환 {\displaystyle D}의 중심 {\displaystyle Z(D)}은 체를 이루며, {\displaystyle D}는 그 위의 단위 결합 대수를 이룬다.

## 예

### 군의 중심
대표적인 군의 중심은 다음과 같다.
| 군                                                                       | 중심                                                           |
| ------------------------------------------------------------------------ | -------------------------------------------------------------- |
| 사원수군 {\displaystyle Q_{8}}                                           | {\displaystyle \{+1,-1\}}                                      |
| 대칭군 {\displaystyle \operatorname {Sym} (n)} ({\displaystyle n\geq 3}) | 자명군                                                         |
| 교대군 {\displaystyle \operatorname {Alt} (n)} ({\displaystyle n\geq 4}) | 자명군                                                         |
| 일반선형군 {\displaystyle \operatorname {GL} (n;K)}                      | {\displaystyle \{aI_{n\times n}\colon a\in K\setminus \{0\}\}} |
| 직교군 {\displaystyle \operatorname {O} (n;K)}                           | {\displaystyle \{\pm I_{n\times n}\}}                          |

### 환의 중심
사원수의 나눗셈환 {\displaystyle \mathbb {H} }의 중심은 실수체 {\displaystyle \mathbb {R} }이며, 사원수환은 그 위의 4차원 단위 결합 대수를 이룬다.
행렬환 {\displaystyle \operatorname {Mat} (n;K)}의 중심은 스칼라 행렬
{\displaystyle Z(\operatorname {Mat} (n;K))=\{aI_{n\times n}\colon a\in K\}\cong K}
이다. 행렬환은 이에 따라 {\displaystyle K} 위의 단위 결합 대수를 이룬다.

## 참고 문헌
- Dummit, David S.; Richard M. Foote (2004). 《Abstract algebra》 (영어) 3판. Wiley. ISBN 978-0-471-43334-7. MR 2286236. OCLC 248917264. Zbl 1037.00003. [깨진 링크(과거 내용 찾기)]

## 같이 보기
- 중심화 부분군
- 정규화 부분군